# Juan José Arévalo

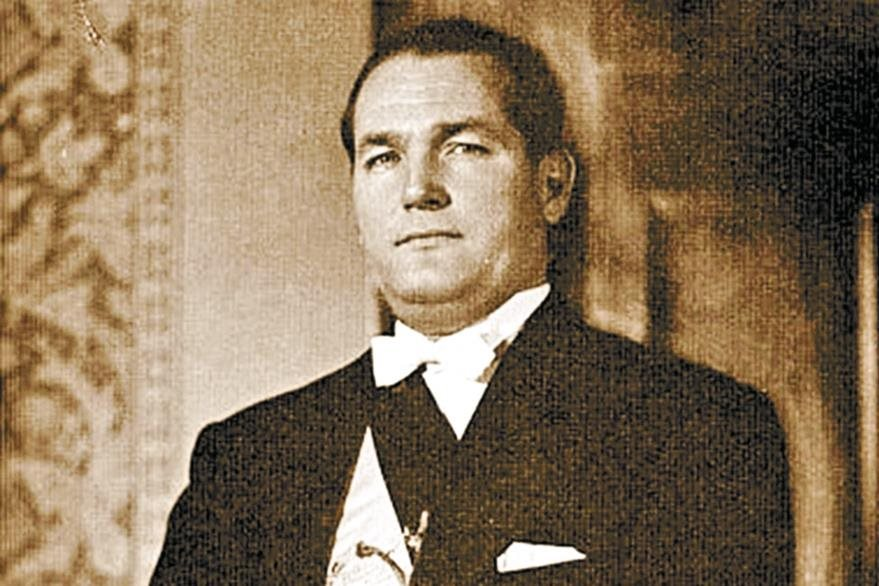
Juan José Arévalo

Juan José Arévalo Bermejo (* 10. September 1905 in Taxisco; † 6. Oktober 1990 in Guatemala-Stadt) war von 1945 bis 1951 der erste demokratisch gewählte Präsident Guatemalas.

## Leben
Der Sohn eines Rinderhalters und einer Lehrerin besuchte in Guatemala-Stadt die Schule und studierte an der Universität von La Plata. 1934 wurde er im Fach Philosophie promoviert.
Nach dem Ende der Diktatur Jorge Ubicos in Guatemala 1944 wurde er demokratisch gewählter Präsident vom 15. März 1945 bis 15. März 1951. Er vertrat die These des „geistigen Sozialismus“, die er in einer Rede folgendermaßen beschrieb:
„(...) Unser Sozialismus will Menschen seelisch und geistig befreien. (...) Wir nennen diesen Nachkriegs-Sozialismus 'geistig', weil in der Welt, wie jetzt in Guatemala, eine grundlegende Veränderung stattfindet. (...) Kommunismus, Faschismus und Nazismus sind auch sozialistisch gewesen. Doch dies ist ein Sozialismus, der mit der linken Hand Nahrung gibt, während er mit der rechten die moralischen und bürgerlichen Rechte der Menschen verstümmelt.“
Er veranlasste dringend nötige Strukturreformen, seine Hauptziele waren eine Agrarreform, Arbeitsschutz, eine Verbesserung des Bildungssystems und die Festigung der Demokratie. Sein Nachfolger wurde Jacobo Árbenz Guzmán, der seinen Reformkurs fortsetzte.
Am 28. März 1963 trat José Miguel Ramón Idígoras Fuentes vor die Presse von Guatemala und stellte Arévalo als Präsidentschaftskandidaten vor. Am 31. März 1963 wurde Idígoras durch Alfredo Enrique Peralta Azurdia und 15 weitere Obersten der Armee aus Schlüsselpositionen gestürzt.
Sein Sohn Bernardo wurde am 20. August 2023 zum Präsidenten von Guatemala gewählt.

## Literarische Rezeption
Die Rolle von Arévalo als Präsident von Guatemala wird in dem 2020 auf Deutsch erschienenen historischen Roman Harte Jahre von Mario Vargas Llosa verarbeitet.